# Ischia (Pergine Valsugana)
Ischia is een plaats (frazione) in de Italiaanse gemeente Pergine Valsugana.